# Elina Tzengko
Elina Tzengko, född 2 september 2002 i Kallikrateia, Grekland, är en grekisk spjutkastare. Hon tog guld vid Europamästerskapen i friidrott 2022 i München och blev då den yngsta spjutkastaren och den yngsta grekiska europamästaren någonsin. Tzenko tog guld vid U20-EM i friidrott 2021 och silver i Juniorvärldsmästerskapen i friidrott 2021.